# Napoleão Nunes Maia Filho
Napoleão Nunes Maia Filho (Limoeiro do Norte, 30 de dezembro de 1945) é um jurista e magistrado brasileiro. Foi ministro do Superior Tribunal de Justiça (STJ) e professor da Universidade Federal do Ceará e da Universidade Federal de Pernambuco.
É irmão mais velho dos poetas Luciano Maia e Virgílio Maia, sendo, todos os três, membros da Academia Cearense de Letras. Foi eleito para suceder a escritora Rachel de Queirós.
Em 2017, o jornal Valor Econômico noticiou que sócios e executivos do Grupo OAS mencionaram, em acordo de delação premiada, o nome de pessoas do Poder Judiciário ligados ao favorecimento ilegal de empreiteiras na justiça, entre elas Napoleão Nunes Maia Filho. Segundo O Estado de S. Paulo, o ministro também teria atuado em favor da empresa JBS, em ação envolvendo Joesley Batista. Após o vazamento das denúncias, Napoleão Nunes Maia Filho reagiu dizendo apenas esperar que “a ira do profeta” caísse sob aqueles que o julgavam, fazendo com isso gesto simulando uma decapitação.

## Carreira
Nasceu em Limoeiro do Norte, Ceará, filho de Maria do Carmo Pitombeira Nunes (falecida em 1964) e de Napoleão Nunes Maia (falecido em 1967), fazendeiro e político que chegou a ser candidato a prefeito municipal, em 1950, pela União Democrática Nacional.
Obteve os graus de bacharel (1971) e mestre (1981) em Direito pela Universidade Federal do Ceará. Recebeu da referida universidade, em 2006, o título de notório saber jurídico. Também em 2006, recebeu o título de livre-docente da Universidade Estadual Vale do Acaraú.
Em sua carreira, foi advogado, procurador do Estado do Ceará, assessor da presidência do Tribunal de Justiça do Estado do Ceará, juiz do Tribunal Regional Eleitoral do Ceará (vaga destinada a jurista), juiz federal (tendo ingressado na magistratura federal em 1991) e juiz do Tribunal Regional Federal da 5ª Região.
Integrou lista tríplice para assumir vaga destinada a membro de tribunal regional federal no Superior Tribunal de Justiça, obtendo a maior votação e sendo indicado pelo presidente Luiz Inácio Lula da Silva. Tomou posse em 23 de maio de 2007. É o quarto juiz do TRF da 5ª Região a integrar o STJ.
Em 11 de setembro de 2014, assumiu a vaga de ministro substituto no Tribunal Superior Eleitoral, substituindo a ministra Maria Thereza de Assis Moura, que se tornara ministra efetiva. Em 30 de agosto de 2016, tomou posse como ministro efetivo, também em substituição a Assis Moura, que encerrou seu biênio na corte.
Em 3 de outubro de 2017, foi eleito Corregedor-Geral do TSE, substituindo Herman Benjamin. Deixou a corte em 28 de agosto de 2018, após o término de seu biênio como efetivo.
Aposentou-se no dia 20 de dezembro de 2020.

## Julgamento do processo de cassação da chapa Dilma–Temer
Como membro efetivo do TSE, participou da votação do processo de cassação da chapa Dilma–Temer, ocorrido em 9 de junho de 2017. Após o voto favorável à cassação do relator Herman Benjamin, Maia abriu a divergência, entendendo que não fora provado abuso de poder político e econômico. Argumentou, ainda, que os depoimentos de ex-executivos da Organização Odebrecht (atual Novonor) em colaboração premiada não poderiam ser aceitos porque o juízo eleitoral não pode ampliar a causa de pedir do processo: 
| “ | Esse princípio é uma das garantias processuais mais relevantes, é uma garantia da pessoa processada que a decisão do juiz fica dentro que foi pedido contra ele, porque é contra o que foi pedido que a pessoa se defende. | ” |

No seu entendimento, o processo deveria ser julgado somente de acordo com os termos que constavam na petição protocolada logo após a eleição. Por quatro votos a três, a chapa foi absolvida das acusações.
Na manhã do dia da votação, o jornal Valor Econômico noticiou que sócios e executivos do Grupo OAS mencionaram, buscando acordo de delação premiada, os nomes de mais de duas dúzias de pessoas ligadas ao Poder Judiciário, entre eles o de Napoleão Nunes Maia Filho. Segundo O Estado de S. Paulo, o ministro intercedera em favor da JBS em ação envolvendo Joesley Batista e a Eldorado Celulose. Na tarde do mesmo dia, um de seus filhos, cujo nome não foi divulgado, foi filmado tentando entrar no plenário do tribunal portando um envelope e sendo barrado por não vestir paletó e gravata. Na ocasião, o jovem foi acompanhado por seguranças da instituição até a entrada privativa, onde encontrou o ministro, que deixou a sessão antes do intervalo para o almoço. Ambos saíram da sede do tribunal de carro. Posteriormente, durante a leitura de seu voto, o ministro alegou que o envelope continha fotos de sua neta e repudiou as acusações, bem como a conotação acusatória das notícias acerca do ocorrido:
| “ | Um site altamente dinâmico e consultado do Brasil publicou uma notícia dizendo que um homem misterioso, portando um envelope, tentou forçar a entrada no TSE para entregar isto ao ministro Napoleão. 'Homem misterioso' e 'envelope', dentro da nossa linguagem, têm um significado [...] Eu passei hoje momentos de grande revolta e de desejo de que esta pessoa sofra em si ou na sua família o que me fez passar. Era simplesmente um envelope com as fotos de uma criança. | ” |

No plenário, o ministro negou ter relação com os delatores e criticou o instrumento de colaboração premiada:
| “ | Se isto não terminar, o final não será bom. Todos nós estamos sujeito ao alcance dessas pessoas [delatores]. O sujeito fica indefeso diante disso, deve amargurar isso no coração? | ” |

Além disso, rogou que a “ira do profeta” (a qual descreveu com um gesto simbolizando uma degola) recaísse sobre aqueles que o “mediram”:
| “ | Eu recebi da diaconia da minha igreja em Fortaleza uma pergunta sobre isso, esse negócio da OAS. Eu respondi ao pastor simplesmente assim: 'Com a medida que me medem, serão medidos. E sobre ele desabe a ira do profeta'. É uma anátema islâmica. Ira do profeta, não vou dizer o que é, mas vou fazer um gesto do que é a ira do profeta. É isso que eu quero que caia sobre eles. | ” |

Em maio de 2018, o ministro declarou ter adoecido em virtude das acusações e criticou a imprensa por repercuti-las:
| “ | Será que é apenas informação colocar um magistrado na capa de revista apontando que fez esse ou aquele ilícito? É liberdade de imprensa? podemos dizer apenas informando e fazendo propaganda psicológica adversa, subliminar contra reputação, conceito, a paz de espírito … Morro de medo disso porque conheço uma pessoa que adoeceu por conta disso. Uma pessoa que vejo todo santo dia de manhã quando faço a barba. Vítima de insídia. Não consegui desfazer isso. [Publicam] apenas informando que fulano de tal disse isso … Eu na lama.. Informar é isso? | ” |

## Vida pessoal
É pai de três filhos: Mário Henrique Aguiar Goulart Ribeiro Nunes Maia e Mônica Maria Aguiar Goulart Ribeiro Nunes Maia Bonfim, ambos graduados em direito, frutos de seu casamento com Maria de Fátima Aguiar Goulart Ribeiro, e de Rômulo dos Santos Ferreira Nunes Maia.

## Obras
É autor de trabalhos na área jurídica e em poesia:
- Estudo Sistemático da Tutela Antecipada: os princípios constitucionais da igualdade e do acesso à jurisdição nas ações contra o poder público,(2003),[10]
- A Concha do Impossível (1998)
- O Antigo Peregrino (2000)
- Poemas do Amor Demasiado (2001)
- Estações do Peregrino (2001)
- Lua da Tarde (2002).[10]